# Muntiacus
Muntiacus is een geslacht van zoogdieren uit de  familie van de hertachtigen (Cervidae). De wetenschappelijke naam werd in 1815 gepubliceerd door Constantine Samuel Rafinesque.

## Soorten
Er worden veertien soorten in dit geslacht geplaatst:
- Muntiacus atherodes Groves & Grubb, 1982 – Gele muntjak van Borneo
- Muntiacus aureus (C. H. Smith, 1826)
- Muntiacus crinifrons (Sclater, 1885) – Zwarte muntjak
- Muntiacus feae (Thomas & Doria, 1889) – Tibetmuntjak
- Muntiacus gongshanensis Ma, 1990
- Muntiacus malabaricus Lydekker, 1915
- Muntiacus muntjak (Zimmermann, 1780) – Zuidelijke rode muntjak
- Muntiacus puhoatensis Trai, 1997
- Muntiacus putaoensis Amato, Egan & Rabinowitz, 1998
- Muntiacus reevesi (Ogilby, 1839) – Chinese muntjak
- Muntiacus rooseveltorum (Osgood, 1932) – Yunnanmuntjak
- Muntiacus truongsonensis Giao, Tuoc, Dung, Wikramanayake, Amato, Arctander & Mackinnon, 1997
- Muntiacus vaginalis (Boddaert, 1785) – Noordelijke rode muntjak
- Muntiacus vuquangensis Tuoc, Dung, Sawson, Arctander & Mackinnon, 1994 – Reuzenmuntjak